# Базај
Базај (фр. Bazailles) насеље је и општина у североисточној Француској у региону Лорена, у департману Мерт и Мозел која припада префектури Брије.
По подацима из 2011. године у општини је живело 157 становника, а густина насељености је износила 37,12 становника/km². Општина се простире на површини од 4,23 km². Налази се на средњој надморској висини од 327 метара (максималној 352 m, а минималној 259 m).

## Демографија
| 1962. | 1968. | 1975. | 1982. | 1990. | 1999. | 2011. |
| ----- | ----- | ----- | ----- | ----- | ----- | ----- |
| 221   | 222   | 192   | 193   | 170   | 196   | 157   |

График промене броја становника у току последњих година